# یورپ ۱
یورپ ۱ (انگلیسی: Europe 1) شرکت رسانه‌ای فرانسوی است، که در سال ۱۹۵۵ تأسیس شد.